# Bobby Convey
Robert „Bobby“ Francis Convey (* 27. Mai 1983 in Philadelphia, Pennsylvania) ist ein US-amerikanischer Fußballspieler. Zu seinen Stärken des linken Mittelfeldspielers gehören eine überdurchschnittliche Schnelligkeit, seine Kreativität im Spielaufbau und eine gute Ballbehandlung.

## Sportlicher Werdegang
Convey besuchte die Penn Charter High School und gehörte dann dem ersten Jahrgang der Bradenton Academy, einer renommierten Fußballschule in Bradenton, Florida, an, in dem sich auch seine späteren Nationalmannschaftskollegen Landon Donovan und DaMarcus Beasley befanden. Gemeinsam führten sie im Jahr 1999 die U-17-Auswahl der US-amerikanischen Nationalmannschaft zu einem vierten Platz bei der FIFA U-17-Weltmeisterschaft in Neuseeland. Convey, der als 15-Jähriger während der Qualifikation der jüngste jemals eingesetzte Spieler in der U-17-Qualifikation war, kam in allen sechs Spielen des Turniers zum Einsatz und schoss für diese Mannschaft in insgesamt 43 Partien 19 Tore.
Der linke Flügelspieler, der außerdem als Außenverteidiger agieren kann, gelangte ein Jahr später über das Draftingsystem in die Major League Soccer (MLS) zu DC United und war damit zu diesem Zeitpunkt der jüngste Spieler in der Geschichte der MLS. Ursprünglich sollte Convey in dieser Saison hauptsächlich in dem sogenannten Project-40-Team, einer von dem Unternehmen Nike gesponserten Mannschaft der MLS und des US-amerikanischen Fußballverbands United States Soccer Federation (USSF), spielen, musste dann jedoch bei seinem Verein einspringen, als dieser in der Meisterschaft schwache Leistungen zeigte. Er kam dadurch noch auf 20 Spiele für United, wobei er bei 18 Partien von Beginn an auflief. Er debütierte am 25. März 2000 bei der 0:4-Heimniederlage gegen Los Angeles Galaxy im Robert F. Kennedy Memorial Stadium und kam am 3. Mai bei dem 1:2 auswärts gegen Columbus Crew zum ersten Starteinsatz. Es dauerte jedoch noch bis zum Spiel am 3. Mai gegen die Colorado Rapids, bis er mit einer Flanke auf Raúl Díaz Arce zu seiner ersten Torvorlage kam. Größere Aufmerksamkeit erarbeitete sich Convey dann bei einem Freundschaftsspiel gegen den englischen Premier-League-Verein Newcastle United, der sich innerhalb seiner Saisonvorbereitung in den USA aufhielt. Am 25. Oktober 2000 kam er gegen Mexiko zu seinem ersten Länderspiel und wurde durch seine Einwechselung in der Nachspielzeit zum damals drittjüngsten Spieler, der jemals in der US-amerikanischen Nationalmannschaft eingesetzt wurde.
Am 7. April 2001 erzielte er gegen die Kansas City Wizards sein erstes Tor in der MLS und war dabei zu diesem Zeitpunkt erneut der jüngste Spieler in der Ligageschichte, dem dies gelang. Während der Saison plagten ihn jedoch Verletzungen, so dass er nur zu 12 Meisterschaftsspielen kam. Im gleichen Jahr wurde er zudem für die Junioren-Fußballweltmeisterschaft nominiert und stand in allen vier Begegnungen für die Vereinigten Staaten auf dem Platz.
Ab 2002 führte Convey die U-20-Auswahl als Mannschaftskapitän an, qualifizierte sich mit dem Team für die Endrunde in den Vereinigten Arabischen Emiraten im darauf folgenden Jahr und wurde zum besten US-Nachwuchssportler des Jahres gewählt. Bei der Junioren-Weltmeisterschaft im Jahr 2003 gelangte die Auswahl der Vereinigten Staaten bis ins Viertelfinale und unterlag dort dem Team aus Argentinien.
Nach zehn Spielen für DC United in der Anfangsphase der Saison unterschrieb Convey am 22. Juli 2004 einen Vertrag beim FC Reading, der zu diesem Zeitpunkt in der Football League Championship – der zweithöchsten englischen Profiliga – spielte. In England konnte er sich jedoch zunächst nicht durchsetzen, kam aber in der A-Nationalmannschaft seines Landes in diesem Jahr zu insgesamt neun Einsätzen. Während der Saison 2005/06 steigerte sich Conveys Form deutlich und er wurde daraufhin mit häufigen Einsätzen in der Startformation belohnt. Seine ersten Tore konnte er beim 5:0-Sieg gegen den FC Millwall beisteuern. Es folgte der Aufstieg des FC Reading in die Premier League. 2006 nahm Convey an der Weltmeisterschaft in Deutschland teil und wurde in allen drei Spielen der USA eingesetzt.
Seine erste Saison in der obersten englischen Profiliga verlief unglücklich. Nach einer Knieverletzung, die schließlich eine Operation notwendig machte, endete für ihn die Saison bereits im Oktober 2006. Erst in der darauffolgenden Saison kehrte er wieder zurück und kam regelmäßig zum Einsatz.
Am 6. Februar 2009 einigten sich Convey und Reading auf die Auflösung seines Vertrags. Vier Tage später unterzeichnete er bei den San José Earthquakes in der Major League Soccer., wo er am 11. April 2009 sein erstes Tor für die Quakes erzielte. Die Besonderheit war, dass er zum ersten Mal seit sechs Jahren auf der Position des linken Abwehrspielers spielte.
Nach einem Zerwürfnis mit Trainer Frank Yallop erklärte Convey im November 2011, nicht in der kommenden Saison für San José spielen zu wollen. Er wechselte daraufhin zu Sporting Kansas City.

## Sonstiges
- Conveys Sehfähigkeit auf dem linken Auge ist aufgrund einer Schädigung des Sehnervs sehr eingeschränkt.[5]
- Seine Schwester Kelly spielt ebenfalls Fußball und wurde dabei zur NSCAA All-American ernannt.

## Erfolge
- US-Nachwuchssportler des Jahres (US Young Male Athlete of the Year): 2002